# 蘑菇滩站
蘑菇滩站是位于新疆维吾尔自治区博尔塔拉蒙古自治州精河县茫丁乡蘑菇滩村的一个铁路车站，邮政编码833301。车站建于1990年，有北疆铁路经过该站，现不办理客货运业务，车站及其上下行区间均为电气化区段。车站距离乌鲁木齐站421公里，隶属乌鲁木齐铁路局奎屯车务段，是五等站。